# Filosofia del dret
La filosofia del dret és una branca de la filosofia que reflexiona els fonaments regeixen la creació i aplicació del dret, la teoria de la justícia i la teoria de la ciència jurídica. Estudia problemes com la natura de la llei positiva, les relacions entre el dret i les altres branques de la filosofia, en particular la lògica, l'epistemologia, l'ontologia i l'ètica.

## Les grans qüestions de la filosofia del dret
- Epistemologia jurídica: entra en la reflexió sobre el coneixement del dret. Es tracta de dilucidar si aquest coneixement és possible; quina forma o estructura ha de tenir; quines són les seves maneres de presentar-se a les societats, etc.

- L'ontologia jurídica: parla de fixar l'ésser del dret, és a dir quin serà l'objecte sobre el qual es va a filosofar; aquest objecte és anterior al coneixement que se li aplica, és a dir, té una realitat pròpia abans de ser estudiat. L'ontologia jurídica obtindrà un concepte del dret que servirà com base per a una reflexió filosòfica posterior.

- L'axiologia jurídica: tracta el problema dels valors jurídics, és a dir, dilucida sobre quins siguin els valors que faran correcte un model de dret o que prevaldran a l'hora d'elaborar o aplicar el dret. Així, als ordenaments europeus no existeix la pena de mort; el valor consistent que «l'estat no mata» és fonamental. De tots els valors del dret el més important és el de justícia; té tanta importància que alguns autors designen a l'axiologia jurídica com a Teoria de la Justícia.[3]